# 머큐리 브라우저
머큐리 브라우저(Mercury Browser)는 iLegendSoft가 안드로이드와 iOS 용으로 만든 사유 프리웨어 모바일 브라우저이다. 머큐리 브라우저는 웹킷 엔진을 사용한다.

## 기능
머큐리 브라우저는 화면 상단의 탭이나 화면 하단의 썸네일을 이용해 여러 개의 탭으로 웹 페이지를 열거나 변경할 수 있는 탭 브라우징을 지원한다. 또한 열 가지 이상의 기능을 동작할 수 있는 열 가지 이상의 제스처를 지원하고, 브라우저 동기화 기능을 통해 모질라 파이어폭스 또는 구글 크롬의 북마크들을 동기화 시켜주며, 검색 이력과 쿠키에 기록되지 않는 프라이빗 모드, 통합 광고 차단, 화면 밝기를 어둡게 하는 야간 모드, 읽기 모드를 지원한다.
어도비 플래시는 안드로이드 버전의 브라우저만 지원한다.